# Mycomya tridens
Mycomya tridens är en tvåvingeart som först beskrevs av Lundstrom 1911.  Mycomya tridens ingår i släktet Mycomya och familjen svampmyggor. Arten har ej påträffats i Sverige. Inga underarter finns listade i Catalogue of Life.